# Avião comercial

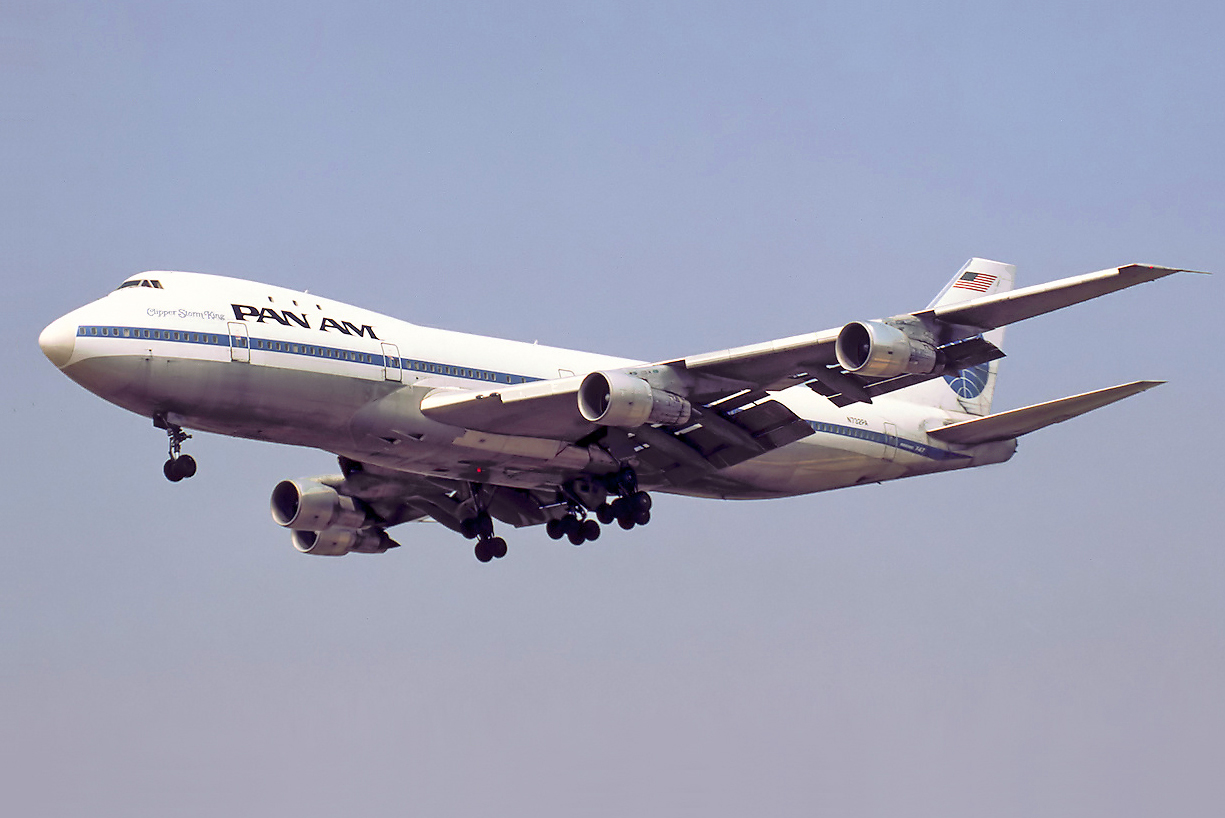
Boeing 747-121 da Pan Am.

Um avião comercial é uma grande aeronave de asa fixa, cuja função primária é transportar passageiros pagantes, geralmente operada por uma linha aérea, a qual é proprietária ou arrendatária do veículo.
A definição oficial de um avião comercial varia de país para país. A mais comum é a de uma aeronave com assentos para 20 ou mais passageiros e/ou um peso, quando vazio, acima de 22 680 kg, com dois ou mais motores.

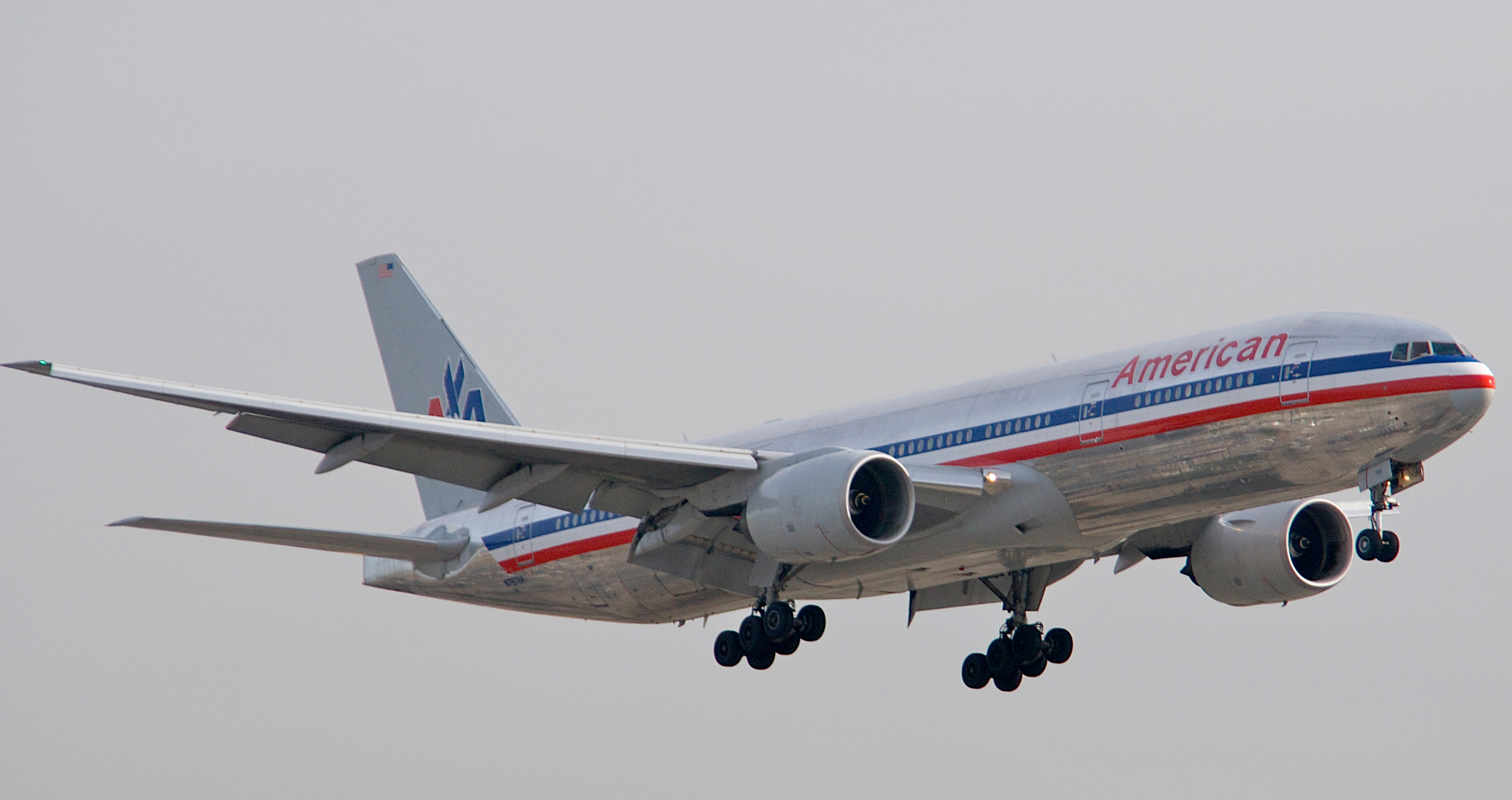
Boeing 777-200ER da American Airlines.

## História dos aviões comerciais
Se um avião comercial for definido como uma aeronave projetada para transportar múltiplos passageiros em serviço comercial, o russo Sikorsky Ilya Muromets foi a primeira aeronave de passageiros. O Ilya Muromets era luxuoso, sua cabine de passageiros era dotada de confortáveis cadeiras de vime, dormitório, lounge e até banheiro.
Contava também com aquecimento e luz elétrica. Em 10 de dezembro de 1913, o Ilya Muromets foi testado em voo pela primeira vez, e em 25 de fevereiro de 1914, decolou para seu primeiro voo de demonstração com 16 passageiros a bordo. Entre 21 de junho-23 de junho, fez uma viagem de ida e volta de São Petersburgo a Kiev, em 14 horas e 38 minutos, com apenas uma aterrissagem. Não fosse pela eclosão da I Guerra Mundial, o Ilya Muromets provavelmente teria começado a transportar passageiros regularmente neste mesmo ano.
O Ford Trimotor foi a segunda aeronave de passageiros conhecida. Com dois motores montados nas asas e um no nariz, transportava 8 passageiros e foi produzido entre 1925 e 1933. Foi usado pela antecessora da TWA bem como por outras linhas aéreas, muito tempo depois da produção ter cessado.  Em 1932 o DC-2 de 14 passageiros voou pela primeira vez e, em 1935, o DC-3, mais potente, mais rápido e capaz de transportar de 21 a 32 passageiros. Os DC-3 foram produzidos em grande quantidade durante a Segunda Guerra Mundial e vendidos como excedentes de guerra após 1945. Nesta época, aviões comerciais eram quase sempre bombardeiros reaproveitados para uso civil.
Os primeiros aviões a jato comerciais surgiram quase que imediatamente ao pós-guerra. Os primeiros motores turbojato foram testados em aeronaves com motores originalmente a pistão, como os bombardeiros Avro Lancaster e os Avro Lancastrian (derivados do Lancaster), utilizados como aviões de teste ("test beds"). Motores turbojato substituíam os motores a pistão externos da aeronave. O sistema de combustível tinha de ser adaptado para alimentar os 2 motores internos (a pistão) com gasolina (AvGas) e os 2 turbojatos com querosene de aviação. Em alguns testes, a aeronave recebia uma turbina na parte traseira ou embaixo da fuselagem, mantendo-se os motores a pistão nas asas.

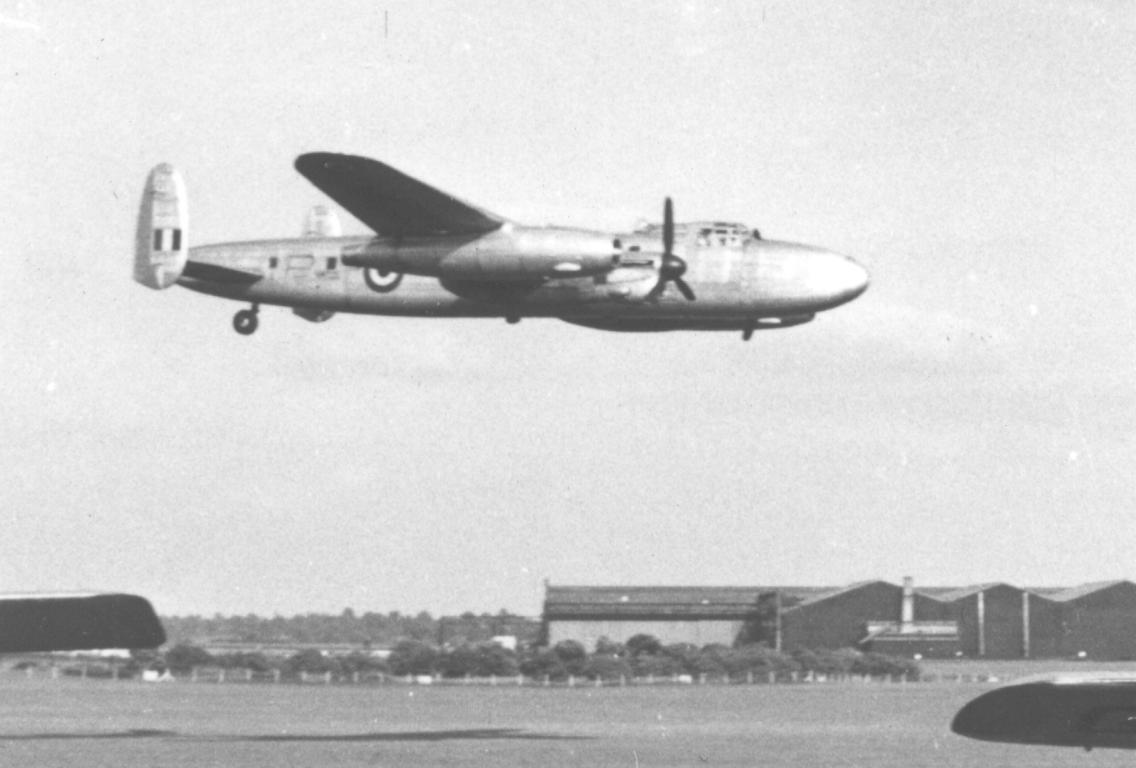
Um Avro 691 Lancastrian em testes ("test bed") com turbinas montadas externamente - junho de 1954

Outras aeronaves também tiveram seus motores convertidos, como o Vickers VC.1 Viking, que foi o primeiro jato comercial de passageiros, em abril de 1948. Os primeiros jatos comerciais construídos especificamente para tal fim, foram o britânico de Havilland Comet e o canadense Avro Jetliner. O primeiro entrou em produção e serviço comercial, enquanto o segundo não. Todavia, o Comet foi prejudicado por problemas de fadiga de metal, o que provocou vários acidentes.
Os jatos não substituíram imediatamente os motores a pistão e muitos projetos usaram motores turboélice em vez de turbojato ou do turbofan posterior.

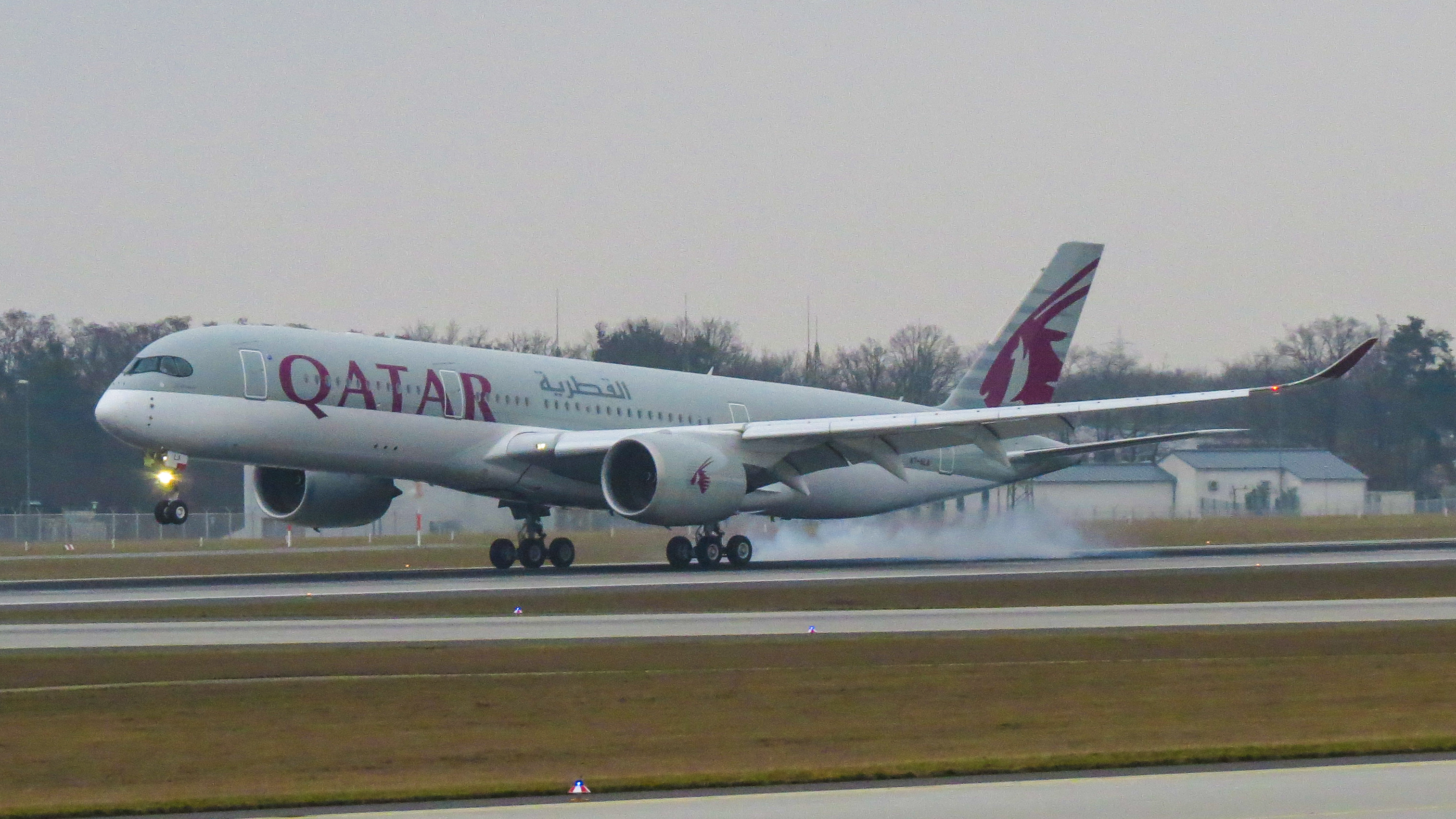
Airbus A350-900 da Qatar.

## Tipos

### Jatos de grande porte (widebody)

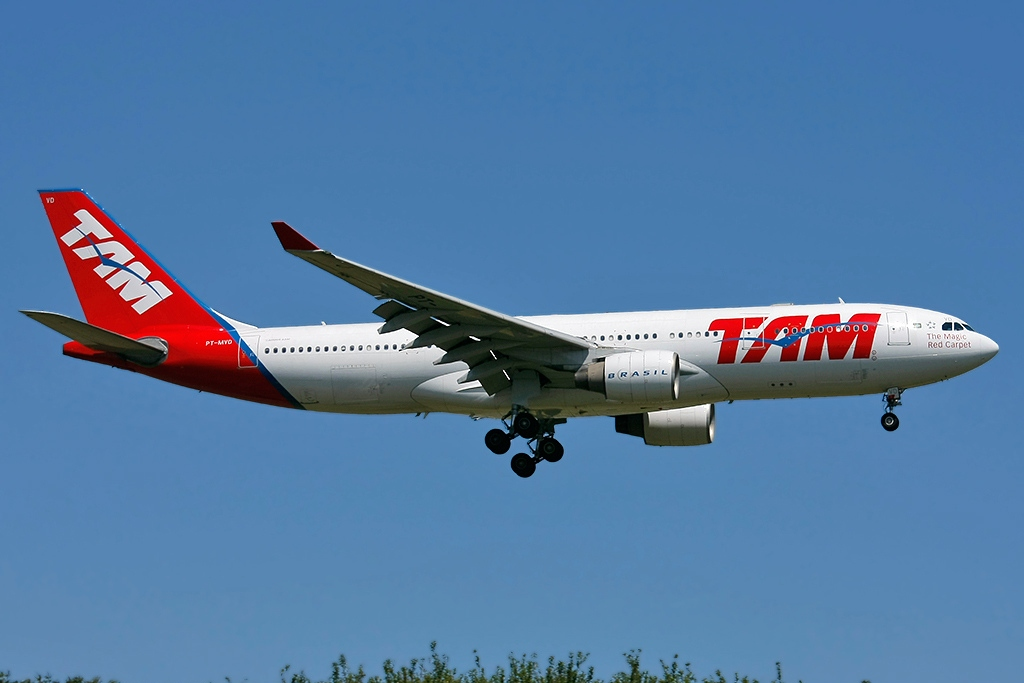
Um Airbus A330, jato de grande porte, da empresa aérea brasileira TAM Linhas Aéreas.

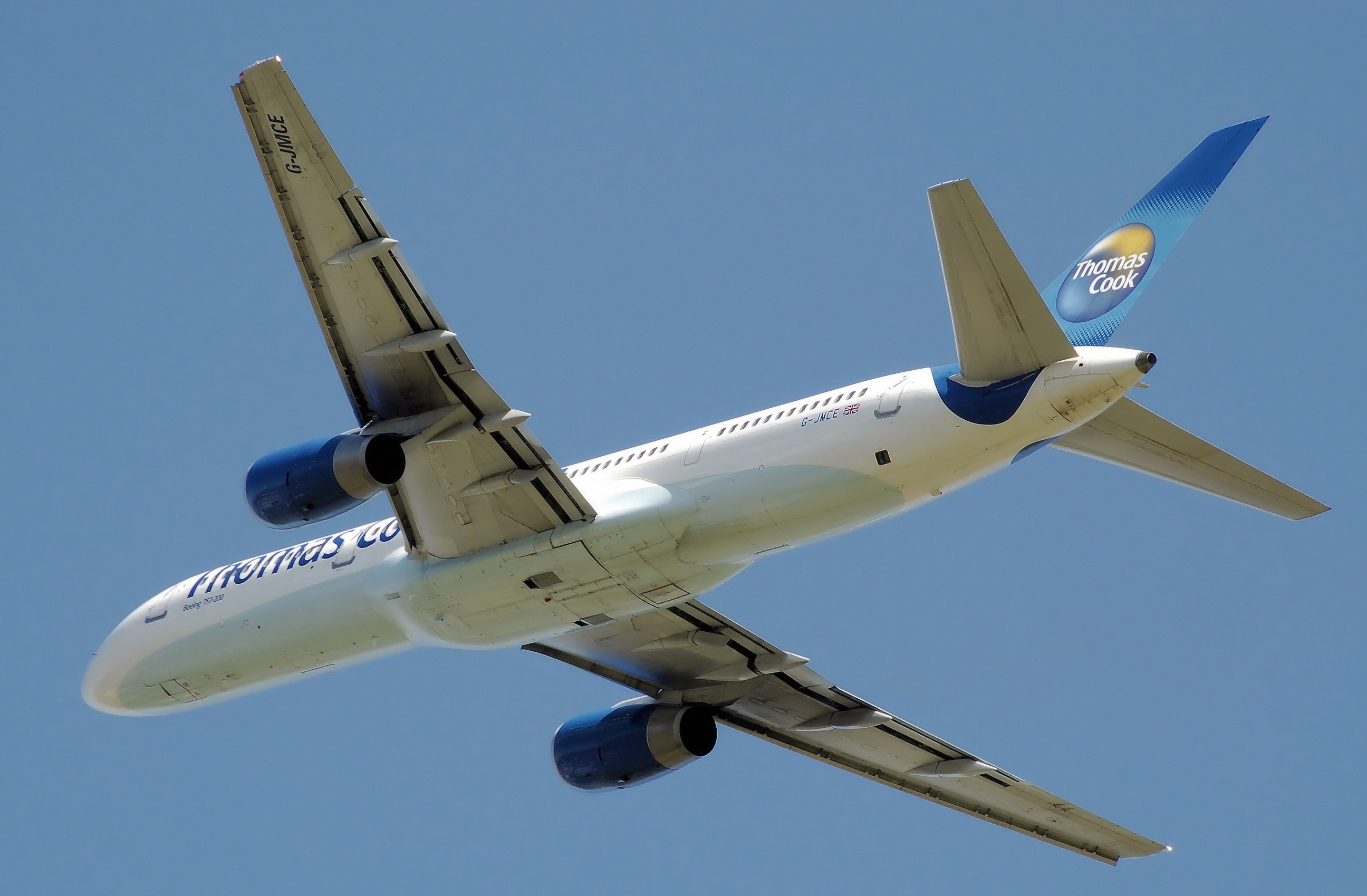
Um Boeing 757, aeronave narrowbody da Thomas Cook Airlines, empresa de charter do Reino Unido.

Os maiores aviões de carreira são os jatos widebody. Estas aeronaves são frequentemente denominadas twin-aisle porque geralmente possuem dois corredores separados entre as fileiras de assentos, indo de um extremo ao outro da cabine de passageiros. Nesta categoria, incluem-se aeronaves como os Boeing 747, Boeing 767, Boeing 777, Boeing 787, Airbus A300/A310, Airbus A330, Airbus A340, Airbus A350, Airbus A380, Lockheed L-1011 Tristar, McDonnell Douglas DC-10, McDonnell Douglas MD-11, Ilyushin Il-86 e Ilyushin Il-96. Estas aeronaves são usadas geralmente para voos de longa distância entre os principais aeroportos (hubs) e grandes cidades com muitos passageiros. Entre os modelos em fase de planejamento, estão o Boeing 787 e o Airbus A350.

### Jatos de fuselagem estreita (narrowbody)
Os narrowbody ou single aisle ("corredor único") formam uma categoria menor e mais comum de aeronaves. Os aparelhos desta classe são geralmente usados para voos de média distância e com menos passageiros do que seus congêneres widebody.
Entre outros, podem ser citados os Boeing 717, 737, 757, séries McDonnell Douglas DC-9 e MD-80/MD-90, família Airbus A320, Tupolev Tu-204, Tu-214, Embraer E-Jets 190&195 e Tu-334. Antigos representantes desta categoria incluem os jatos Boeing 707, 727, McDonnell Douglas DC-8, Fokker F70/F100, VC10, Tupolev e Yakovlev.

### Jatos regionais

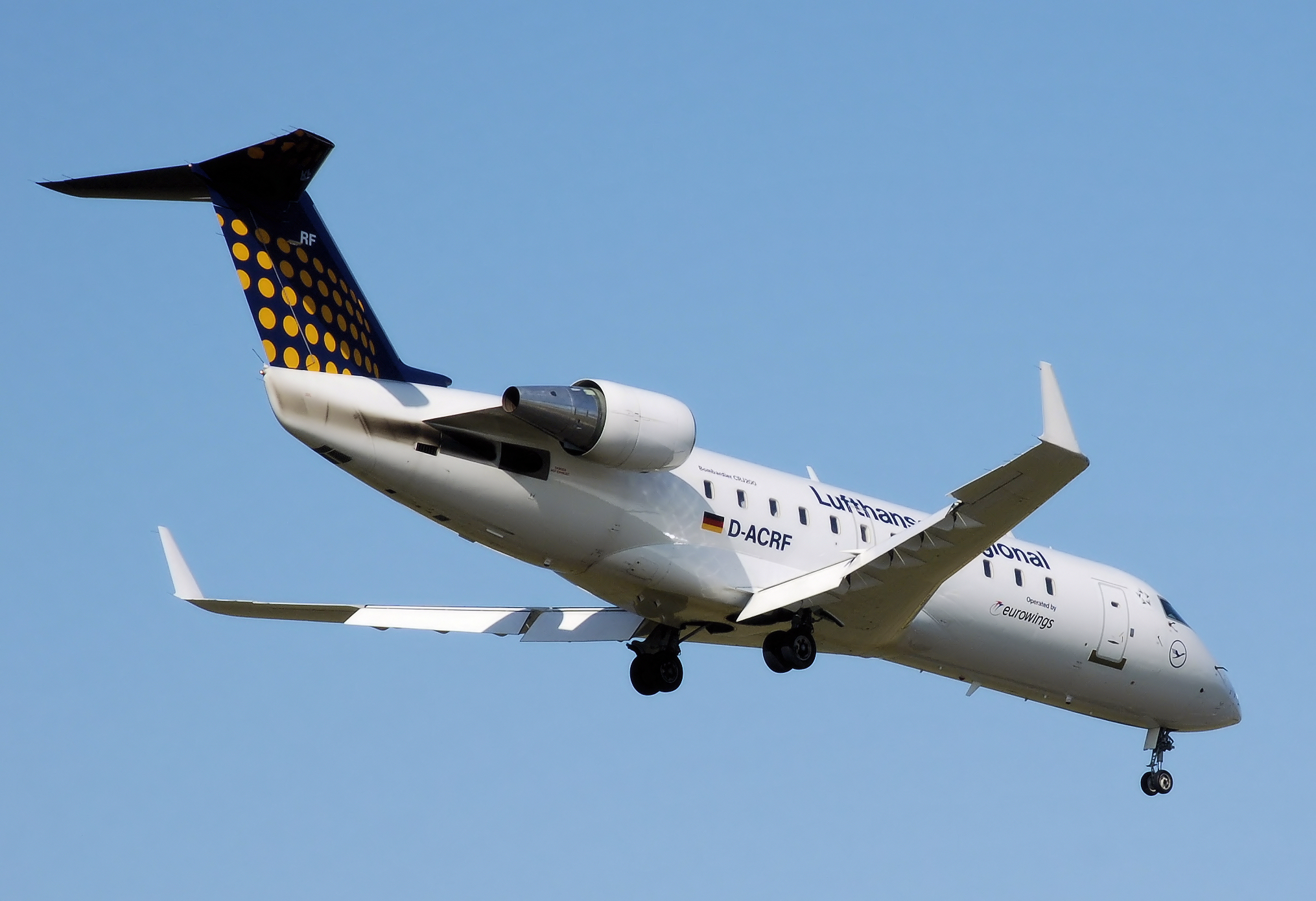
Jato regional Bombardier CRJ200 da Eurowings, operado por conta da Lufthansa Regional.

Jatos regionais tipicamente transportam menos de 100 passageiros e podem ser equipados com turbofans ou turboélices. Estas aeronaves, embora menores do que aparelhos operados pelas principais linhas aéreas, frequentemente servem clientes que esperam a prestação de serviços similares aos oferecidos pelas tripulações de grandes aeronaves. Portanto, a maioria dos jatos regionais são equipados com banheiros e possuem comissários de bordo para atender os passageiros durante o voo.
Aeronaves típicas desta categoria são os Embraer ERJ, Bombardier CRJ e "Q" (DASH-8), ATR 42/72 e Saab 340/2000. Empresas aéreas e suas parceiras usam este tipo de aeronave para voos curtos entre hubs menores ou para transportar passageiros até hubs localizados em cidades maiores, onde são trasladados para aeronaves de maior porte.

### Avião executivo

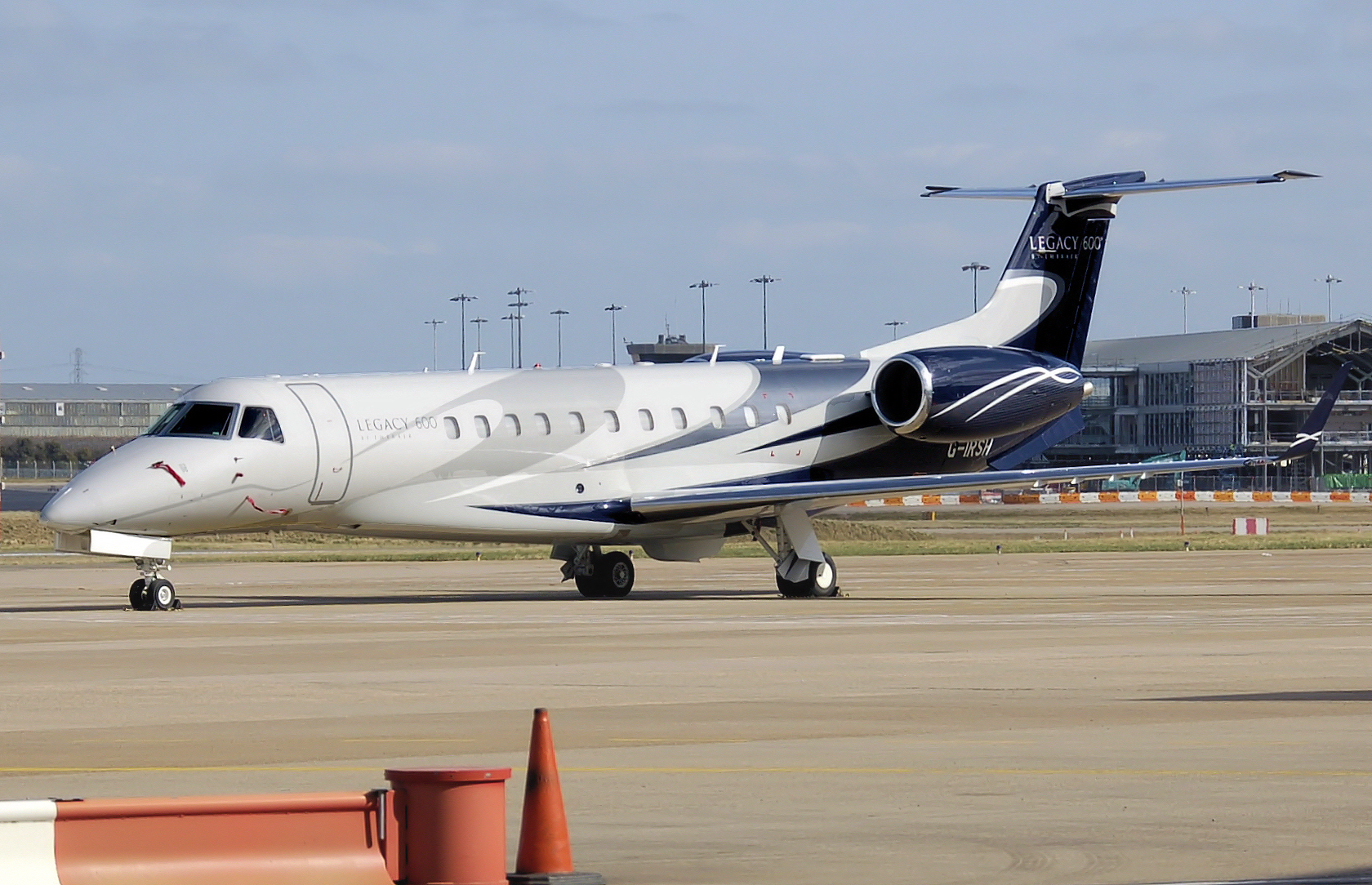
Um Embraer Legacy 600 da Embraer

Aeronaves de passageiros com 20 ou menos assentos são denominados aviões executivos ou táxis aéreos, dependendo do seu tamanho, número de motores e configuração de assentos. O Beechcraft 1900, por exemplo, tem somente 19 assentos. Dependendo das regulamentações locais e nacionais, um avião executivo pode não ser considerado como um avião comercial e pode não estar sujeito às normas aplicadas a aeronaves maiores. Esta categoria de aeronaves normalmente não possui comodidades tais como banheiros e cozinha a bordo, e tipicamente não possuem um comissário de bordo como parte da tripulação.
Outras aeronaves nesta categoria são o Fairchild Metro, Jetstream 31/41, IPTN CN-235 e Embraer EMB-110 Bandeirante. A Embraer produz uma família de aviões executivos, como o Legacy, Phenom e Lineage 1000, este na versão padrão para 19 passageiros e de luxo para 8 passageiros. O Cessna Caravan, um turboélice monomotor, é usado às vezes como um pequeno avião de passageiros, embora muitos países estipulem um mínimo de dois motores para que uma aeronave seja usada em voos comerciais regulares.
Aviões com dois motores a pistão fabricados pela Cessna, Piper, Britten-Norman e Beechcraft são também usados como aviões executivos.